# Anonidium
Anonidium is een geslacht uit de familie Annonaceae. De soorten uit het geslacht komen voor in tropisch Afrika, van Ghana tot in Tanzania.

## Soorten
- Anonidium floribundum Pellegr.
- Anonidium letestui Pellegr.
- Anonidium mannii (Oliv.) Engl. & Diels
- Anonidium usambarense R.E.Fr.